# Eudule semirubra
Eudule semirubra là một loài bướm đêm trong họ Geometridae.